# Camponotus guanchus
Camponotus guanchus är en myrart som beskrevs av Santschi 1908. Camponotus guanchus ingår i släktet hästmyror, och familjen myror. Inga underarter finns listade.